# Магістраль братерства і єдності
Магістраль братерства і єдності (хорв. Autocesta "Bratstvo i jedinstvo"; мак. Автопат „Братство и единство“; словен. Cesta bratstva in enotnosti або Avtocesta bratstva in enotnosti, серб. Аутопут "Братство и јединство", дос. «автошлях «Братерство і єдність»»), офіційно класифікована як автодорога М-1 — автодорога, яка простягалася на 1182 км через усю Соціалістичну Федеративну Республіку Югославію з північного заходу від Єсениць на австрійському кордоні через Любляну, Загреб, Белград і Скоп'є на південний схід до Гевгелії, що на грецькому кордоні. Була головною сучасною магістраллю країни, що сполучала чотири союзні республіки і державу в цілому.

## Історія
Її будівництво розпочалося з ініціативи президента Йосипа Броз Тіто, який назвав проєкт «автодорогою братерства і єдності» (серб. Аутопут братства и јединства) згідно з відповідним девізом Союзу комуністів Югославії. Першу ділянку між Загребом і Белградом було побудовано зусиллями Югославської Народної Армії та добровольчих молодіжних трудових акцій (югославського аналога всесоюзних комсомольських будов), її було відкрито 1950 року. Ділянку між Любляною і Загребом спорудили силами 54 000 добровольців за вісім місяців у 1958 році. Південна ділянка від Белграда залишалася незавершеною до середини 1960-х років.
Її важливість підкреслював той факт, що в розмовній мові її називали просто «автопут» або «автоцеста» (загальні сербохорватські відповідники словам «шосе», «автострада»). Відтоді як держави-правонаступниці Югославії побудували нові автомагістралі, ця назва призабулася й вийшла з ужитку. 
У 1960-х і 1970-х роках «автопут» став дуже пожвавленим маршрутом на відпочинок для турецьких емігрантів у Західній Німеччині та Австрії («гастарбайтерів»), які відвідували свою батьківщину під час літніх відпусток, а також для туристів до Південно-Східної Європи. В комуністичну, та все ж позаблокову Югославію людям із держав НАТО, як-от Західна Німеччина і Туреччина, в'їхати було набагато легше, ніж у будь-яку балканську комуністичну державу-члена Варшавського договору, де могли пролягати альтернативні маршрути.
Попервах це звичайна автодорога, проте її проїзну частину перевантажували легкові та вантажні автомобілі, особливо влітку, коли перевтомлені водії-далекобійники припускалися численних аварій. Розбиті автомашини зазвичай залишалися на місці на тривалий час, створюючи похмуре нагадування про небезпечність автотраси. Ситуація дещо покращилася після того, як деякі відрізки дороги привели до сучасних стандартів автомагістралі (дві смуги в кожному напрямку плюс аварійна смуга) на таких побудованих у 1977–1991 роках ділянках:
- Крань—Любляна: 20 км
- Янкомирська розв'язка (Загребський об'їзд)—Славонський Брод (схід): 207 км
- Сремська Митровиця—Белград—Ніш: 277 км

1991 року кілька відрізків постраждали від югославських воєн, які завдали їм серйозних збитків і в деяких місцях майже повністю перервали рух.

## Міжнародна категоризація
З 1975 року дорога накладалася на такі маршрути міжнародної мережі доріг E:
- Європейський маршрут E61: Філлах—Крань—Любляна
- Європейський маршрут E70: Любляна—Загреб—Сисак—Славонський Брод—Белград
- Європейський маршрут E75: Белград—Ніш—Скоп'є—Велес—Салоніки

## Спадкоємність
З 1994 року маршрут також є частиною Пан'європейського коридору X, який простягається від Зальцбурга до Салонік.
Автошлях постійно осучаснюють. Станом на 2019 рік це сучасна автомагістраль на всій протяжності через:
- Словенію (автомагістраль А2);
- Хорватію (автомагістраль A3);
- Сербію (автомагістраль A3 на захід від Белграда та автомагістраль A1 на південь від Белграда.
- Північну Македонію (автомагістраль A1).

Найскладнішою ділянкою для проєктування та будівництва був відрізок у 34-кілометровій ущелині Грделиця, який завершили в травні 2019 року. Її класифікація як автодорога M-1 тривала в Сербії до 2013 року, коли дорогу було реорганізовано як A1 і A3.